# Lech Wałęsa
Lech Wałęsa (GCB) (n. 29 septembrie 1943, Popowo⁠(d), Germania Nazistă) este un om politic, lider sindical și activist pentru drepturile omului din Polonia. Lider charismatic, a fost cofondator al primului sindicat independent din Europa de Est comunistă, Solidaritatea (Solidarność), a fost laureat al Premiului Nobel pentru Pace în 1983 și a îndeplinit funcția de președinte al Poloniei între 1990 și 95.
Wałęsa era electrician, fără studii superioare. La scurt timp după ce s-a angajat la Șantierele Navale Gdańsk, a devenit sindicalist. Pentru activitatea sa independentă în cadrul sindicatelor, a fost persecutat de guvernul polonez comunist, supravegheat de poliția secretă, concediat în 1976 și arestat de mai multe ori. În august 1980 a avut un rol important în negocierile ce au dus la Acordul de la Gdańsk între guvern și muncitorii greviști, devenind cofondator al mișcării sindicale Solidaritatea. Arestat din nou după declararea legii marțiale și interzicerea Solidarității, după eliberare a continuat activismul și a avut un rol în stabilirea Acordului Mesei Rotunde din 1989 care a dus la alegerile legislative parțial libere din iunie 1989 și la un guvern condus de Solidaritatea.
În 1990 a candidat și a fost ales în nou-înființata funcție de președinte al Poloniei. În mandatul său Polonia a trecut de la comunism la democrație, dar popularitatea i-a scăzut. După înfrângerea suferită la alegerile din 1995, rolul său pe scena politică poloneză s-a diminuat. Faima sa la nivel mondial, însă, a rămas aceeași și ține cursuri de istorie și politică în Polonia și în străinătate.

## Viața
Wałęsa s-a născut în Popowo, Polonia, la 29 septembrie 1943. Tatăl său, Bolesław, era tâmplar și a murit la scurt timp după Al Doilea Război Mondial.
Lech și-a făcut studiile primare și a absolvit o școală profesională în Chalin și Lipno, după care și-a satisfăcut stagiul militar, fiind trecut în rezervă cu grad de caporal. În 1967 s-a angajat ca electrician la Șantierul Naval „Lenin” din Gdańsk (Stocznia Gdańska im. Lenina).
La 8 decembrie 1969 s-a căsătorit cu Danuta Gołoś. Cei doi au opt copii: Bogdan, Sławomir, Przemysław, Jarosław, Magdalena, Anna, Maria-Wiktoria, Brygida.

### Solidaritatea
Încă de la început, Wałęsa a fost interesat de problemele muncitorilor; în 1968 și-a încurajat colegii de la șantierul naval să boicoteze mitingurile oficiale prin care se condamnau recentele greve studențești. Lider charismatic, a organizat grevele ilegale din 1970 de la Șantierul Naval Gdańsk când muncitorii au protestat împotriva decretului prin care se creștea prețul alimentelor; el a fost candidat la președinția comitetului de grevă. Rezultatul grevei, soldată cu moartea a peste 30 de muncitori, i-a cimentat părerile privind nevoia de schimbare. În iunie 1976 Wałęsa a fost concediat de la Șantierul Naval Gdańsk pentru implicarea în sindicate și greve ilegale și într-o campanie de comemorare a victimelor protestelor din 1970. După aceea a lucrat ca electrician la alte întreprinderi, fiind concediat de mai multe ori pentru activismul său și a fost șomer perioade lungi. Împreună cu familia sa, a fost urmărit în permanență de poliția secretă poloneză; casa și locul de muncă erau permanent ascultate. În următorii ani a fost arestat de mai multe ori pentru activități de disidență.
Wałęsa a lucrat îndeaproape cu Comisia pentru Apărarea Muncitorilor (KOR), un grup care avea ca scop ajutarea persoanelor arestate după grevele din 1976 și a familiilor acestora. În iunie 1978 a devenit activist al Sindicatelor Libere ale Coastei (Wolne Związki Zawodowe Wybrzeża), o organizație underground. La 14 august 1980, după ce o altă creștere a prețurilor a dus la o grevă la Șantierul Naval din Gdańsk—grevă la inițierea căreia a participat—Wałęsa a sărit gardul șantierului și, ajuns înăuntru, a devenit lider al greviștilor. Greva a inspirat și altele similare, mai întâi la Gdańsk, apoi în toată Polonia. Wałęsa a condus Comitetul de Grevă Inter-Uzine, coordonând muncitorii din Gdańsk și din alte 20 de întreprinderi din regiune. La 31 august, guvernul comunist, reprezentat de Mieczysław Jagielski, a semnat un acord (Acordul de la Gdańsk) cu Comitetul de Coordonare al Grevei. Acordul le dădea muncitorilor de la Șantierul Naval Lenin dreptul la grevă și le permitea înființarea unui sindicat liber. Comitetul de Coordonare a Grevei s-a oficializat sub numele de Comitetul Național de Coordonare al Sindicatului Liber Solidarność (Solidaritatea), iar Wałęsa a fost ales președinte al Comitetului. Sindicatul Solidaritatea a crescut rapid, ajungând în final la peste 10 milioane de membri—peste un sfert din populația Poloniei. Rolul lui Wałęsa în cadrul grevelor, negocierilor și al noului sindicat i-a adus faima la nivel mondial.
Wałęsa a deținut acest rol până în 13 decembrie 1981, când generalul Wojciech Jaruzelski a declarat legea marțială. Wałęsa, ca și mulți alți lideri și activiști ai Solidarității, a fost arestat; avea să fie închis timp de 11 luni în mai multe orașe din est (Chylice, Otwock și Arłamów, lângă granița cu URSS) până la 14 noiembrie 1982. La 8 octombrie 1982, Solidaritatea a fost scoasă în afara legii. În 1983 Wałęsa a făcut cerere de reangajare la Șantierul Naval Gdańsk ca simplu electrician. În același an i s-a acordat Premiul Nobel pentru Pace. Nu a putut să primească el însuși distincția, temându-se că guvernul Poloniei nu-l va mai lăsa să intre în țară. Soția sa Danuta a fost prezentă în numele său la ceremonie.
În anii 1980 Wałęsa a continuat activități underground legate de Solidaritatea. Fiecare număr al săptămânalului clandestin al sindicatului, Tygodnik Mazowsze, purta motto-ul său, „Solidaritatea nu va fi divizată, nici distrusă.” În 1986, în urma unei amnistii a activiștilor Solidarității, Wałęsa a coînființat prima entitate legală a Solidarității de la declararea legii marțiale—Consiliul Provizoriu al NSZZ Solidaritatea (Tymczasowa Rada NSZZ Solidarność). Între 1987 și 1990 a organizat și a condus Comitetul Executiv Provizoriu al Sindicatului Solidaritatea. Spre sfârșitul verii lui 1988, a îndemnat din nou la grevă pe muncitorii din Șantierul Naval Gdańsk.
După luni de greve și deliberări politice, la încheierea celei de a zecea sesiuni plenare a Partidului Unit al Muncitorilor din Polonia, PZPR (comunist), guvernul a acceptat să demareze Negocierile Mesei Rotunde care au ținut din februarie până în aprilie 1989. Wałęsa a fost un fel de lider neoficial al părții „neguvernamentale” de la negocieri. În timpul discuțiilor a călătorit de-a lungul și de-a latul țării, ținând discursuri de susținere a negocierilor. La sfârșitul discuțiilor, guvernul a semnat un acord prin care accepta reînființarea sindicatului Solidaritatea și organizarea de alegeri „semilibere” pentru parlamentul Poloniei (semilibere deoarece, conform acordului, 65% din locurile din Sejm erau rezervate Partidului Comunist și aliaților acestuia).
În decembrie 1988 Wałęsa a coînființat Comitetul Cetățenesc Solidaritatea. Teoretic, acesta era doar un corp consultativ, dar în practică era un partid politic și a câștigat alegerile legislative din iunie 1989 (Solidaritatea a câștigat toate locurile din Sejm supuse alegerilor libere, și toate locurile cu excepția unuia în proaspăt reînființatul Senat). Wałęsa a fost una dintre cele mai mediatizate figuri publice ale Solidarității; deși nu a candidat el însuși pentru parlament, a fost activ în campanie, apărând pe mai multe afișe electorale. Candidații Solidarității câștigători ai alegerilor pentru Sejm au fost denumiți „echipa lui Wałęsa” sau „echipa lui Lech”, pentru că toți cei ce au câștigat apăreau pe afișele electorale împreună cu el.
Deși oficial doar președinte al Solidarității, Wałęsa a jucat un rol-cheie în politica de zi cu zi. La sfârșitul lui 1989 a convins mai mulți lideri de grupări aliate cu comuniștii să formeze un guvern de coaliție necomunist — primul guvern necomunist din blocul comunist. Parlamentul l-a ales pe Tadeusz Mazowiecki în funcția de prim ministru — primul șef de guvern necomunist în peste patru decenii.

### Președinția

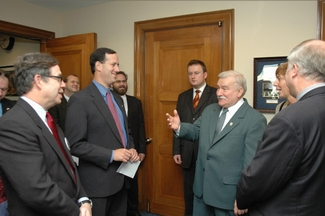
Wałęsa (dreapta) împreună cu fostul senator american Rick Santorum

După alegerile legislative din iunie 1989, Wałęsa a fost dezamăgit de faptul că unii din foștii săi tovarăși se mulțumeau să guverneze împreună cu foștii comuniști. El a hotărât să candideze pentru nou-reînființata funcție de președinte, utilizând sloganul Nu vreau, dar nu am de ales („Nie chcem, ale muszem.”). La 9 decembrie 1990, Wałęsa a câștigat alegerile prezidențiale, învingându-l pe primul ministru Mazowiecki și pe alți candidați; el a devenit astfel primul președinte al Poloniei ales democratic. În 1993 el și-a înființat propriul său partid politic, Blocul Nepartizan pentru Susținerea Reformelor (BBWR — inițiale asemănătoare cu cele ale grupării lui Józef Piłsudski „Blocul Nepartizan pentru Cooperarea cu Guvernul”, din 1928–35, tot o organizație declarată apolitică).
În timpul președinției sale, Wałęsa a condus Polonia prin privatizare și tranziția la economie de piață (Planul Balcerowicz), primele alegeri legislative complet libere ale Poloniei (în 1991) și o perioadă de redefinire a relațiilor externe ale țării. El a negociat cu succes retragerea trupelor sovietice de pe pământul Poloniei și a obținut o reducere a datoriei externe a țării sale.
Wałęsa a susținut aderarea Poloniei la NATO și la Uniunea Europeană (aceste scopuri au fost îndeplinite după președinția sa, în 1999 respectiv 2004). La începutul anilor 1990, Wałęsa a propus înființarea unui „NATO bis”, un sistem de securitate subregional. Conceptul, deși susținut de mișcările populiste și de dreapta din Polonia, nu a primit susținere din exterior; vecinii Poloniei, dintre care unii (de exemplu, Lituania) abia își obținuseră independența, au văzut propunerea ca pe un fel de „neo-imperialism” polonez.
Wałęsa a fost criticat pentru stilul său conflictual și pentru întreținerea de „conflicte la vârf”, în care foști aliați din Solidaritatea au intrat în dezacord, cauzând schimbări anuale de guvern. Wałęsa a devenit, astfel, din ce în ce mai izolat pe scena politică. Pierzând din ce în ce mai mulți aliați politici, a ajuns să fie înconjurat de oameni văzuți de public ca incompetenți și cu proastă reputație. Aruncatul cu noroi în timpul campaniilor electorale i-a pătat reputația. Fostul electrician fără studii superioare era considerat de unii prea direct în exprimare și prea nepotrivit funcției de președinte. Alții au considerat că are părerile prea schimbătoare sau s-au plâns că este prea autoritar — și l-au acuzat că încearcă să-și întărească propriile puteri, reducându-le pe cele ale Sejmului. În cele din urmă, problemele lui Wałęsa au fost în principal dificultățile tranziției la economia de piață; deși pe termen lung, această tranziție a fost una de succes, guvernul Wałęsa a pierdut mult din susținerea populară.
BBWR-ul lui Wałęsa a obținut rezultate slabe la alegerile legislative din 1993; uneori, popularitatea sa a scăzut până la 10%, și a pierdut alegerile prezidențiale din 1995, obținând 48,72% din voturi în turul al doilea în fața lui Aleksander Kwaśniewski, reprezentant al foștilor comuniști polonezi (Alianța Stângii Democrate, SLD). Soarta lui Wałęsa la aceste alegeri a fost hotărâtă de comunicarea publică nereușită; la dezbaterile televizate, a părut incoerent și necioplit; la sfârșitul primei dintre cele două dezbateri, ca răspuns la mâna întinsă de Kwaśniewski, el a răspuns că liderul post-comunist poate să-i „strângă piciorul”. După alegeri, Wałęsa a declarat că se retrage din viața politică, iar rolul său a devenit unul marginal.

### După președinție
După sfârșitul mandatului de președinte, Wałęsa a ținut prelegeri de istoria Europei Centrale la diverse universități și organizații. În 1996, a înființat Institutul Lech Wałęsa, un think tank a cărui misiune este susținerea democrației și a guvernelor locale din Polonia și din toată lumea. În 1997 a ajutat la organizarea unui nou partid, Creștin Democrația celei de a Treia Republici Polone; el a susținut și coaliția Acțiunea Electorală Solidaritatea (Akcja Wyborcza Solidarność), care a câștigat alegerile legislative din 1997. Liderul real și principalul organizator al partidului era, însă, un nou lider al mișcării sindicale Solidaritatea, Marian Krzaklewski. Wałęsa a candidat din nou la alegerile prezidențiale din 2000, dar a primit doar 1% din voturi. În timpul alegerilor prezidențiale din 2005, Wałęsa l-a susținut pe Donald Tusk, spunând că el este candidatul cel mai bun.
În 2006, Wałęsa a demisionat din Solidaritatea, din cauza diferențelor de opinie privind susținerea de către sindicat a partidului Lege și Dreptate și a venirii la putere a lui Lech și Jarosław Kaczyński. La 27 februarie 2008, în Houston, Texas, Statele Unite, Wałęsa a suferit o operație de înlocuire a unei părți din artera coronară și de implanatare a unui pacemaker cardiac. Înaintea alegerilor europarlamentare din 2009, a apărut la un miting la Roma unde a susținut partidul eurosceptic Libertas, descriindu-l pe el și pe fondatorul acestuia Declan Ganley ca „o forță pentru binele lumii”. Wałęsa a recunoscut că a fost plătit pentru acel discurs și a declarat că susține Platforma Civică, exprimându-și speranța că Libertas va obține locuri în Parlamentul European.
De-a lungul timpului, Wałesa a fost acuzat de a fi fost informator al poliției secrete Służba Bezpieczeństwa, cu numele de cod „Bolek” la începutul anilor 1970. La 11 august 2000, Curtea de Apel din Varșovia, V Wydział Lustracyjny, a stabilit că declarația de lustrație a lui Wałęsa este adevărată — că el nu a colaborat cu regimul comunist. O carte din 2008, foarte controversată, scrisă de istorici de la Institutul de Memorie Națională (IPN), Sławomir Cenckiewicz și Piotr Gontarczyk în care Wałęsa este acuzat de colaborare cu regimul, a fost foarte mediatizată și a provocat o dezbatere la nivel național. Wałęsa neagă colaborarea cu poliția secretă, iar alții au remarcat că poliția secretă poloneză falsifica frecvent documente. În noiembrie 2009 Wałęsa l-a dat în judecată pe președintele Poloniei, Lech Kaczyński, acuzându-l că l-a calomniat, repetând aceste acuzații.

## Opinii politice
Wałęsa este un puternic susținător al familiei tradiționale, fiind catolic devotat. și puternic critic al avortului. El a declarat că ar fi preferat să demisioneze de douăzeci de ori decât să promulge o lege care permite avorturile în Polonia.
El a declarat că este interesat de tehnologia informației și că îi place să utilizeze ultimele noutăți din domeniu. A declarat că a asamblat mai multe calculatoare pentru a afla cum funcționează și că ia cu el în călătorii un smartphone, un palmtop și un laptop. La începutul lui 2006 a dezvăluit că este utilizator înregistrat al rețelei poloneze de mesagerie instant Gadu-Gadu, și a primit un număr special de înregistrare — 1980. Ulterior, a afirmat și că a utilizat Skype, cu numele de lwprezydent2006.

## Onoruri
În afară de Premiul Nobel pentru Pace din 1983, Wałęsa a primit numeroase alte distincții internaționale. A purtat titlul de „Omul Anului” dat de revista Time Magazine (1981), precum și de The Financial Times (1980) și The Observer (1980). A fost primul laureat al Medaliei Libertății, primită la 4 iulie 1989 la Philadelphia, Pennsylvania, și în același an a primit Medalia Prezidențială a Libertății. Este al treilea străin și primul care nu era șef de stat care s-a adresat unei sesiuni comune a Congresului Statelor Unite la 15 noiembrie 1989).
La 8 februarie 2002, Wałęsa a reprezentat Europa, ducând drapelul olimpic la ceremonia de deschidere a Jocurilor Olimpice de Iarnă din Salt Lake City, împreună cu arhiepiscopul Desmond Tutu (Africa), John Glenn (Americile), Kazuyoshi Funaki (Asia), Cathy Freeman (Oceania), Jean-Michel Cousteau (Mediu), Jean-Claude Killy (Sport) și Steven Spielberg (Cultură). După doi ani, la 10 mai 2004, Aeroportul Internațional Gdańsk a primit numele de Aeroportul Gdańsk Lech Wałęsa și semnătura sa a fost inclusă în logoul aeroportului.
În iunie 2004, Wałęsa a reprezentat Polonia la funeraliile lui Ronald Reagan. La 11 octobrie 2006, Wałęsa a ținut discursul principal la lansarea „Zilei Internaționale a Solidarității Umane”, proclamată în 2005 de Adunarea Generală a Națiunilor Unite. În ianuarie 2007 Wałęsa a vorbit în Taiwan la evenimentul „Spre un Forum Global despre Noile Democrații”, susținând pacea și democrația, împreună cu alți lideri mondiali și cu președintele Taiwanului Chen Shui-bian.
La 25 aprilie 2007, Wałęsa a reprezentat guvernul polonez la funeraliile lui Boris Elțin, fost președinte al Federației Ruse.
În 19 noiembrie 2014, cu ocazia aniversării a 25 de ani de la căderea regimului comunist, Wałęsa a fost decorat de regele Mihai al României cu ordinul Coroana României în grad de Mare Cruce, pentru „inegalabila contributie a acestuia la căderea comunismului în Europa”, în timp ce cancelarul decorațiilor regale aprecia despre el că a fost „scânteia care [..] a dus la reinstaurarea democrației și libertății în Europa Centrală și de Est”.

## Cultura populară
În filmul lui Volker Schlöndorff, Strike, un personaj modelat după Wałęsa a fost jucat de actorul polonez Andrzej Chyra. Wałęsa însuși a jucat rolul său în filmul lui Andrzej Wajda câștigător în 1981 al premiului Palme d'Or, Oameni de fier, despre Solidaritatea. El a apărut și în alte 20 de producții în rolul propriu.
În anii 1990, două cântece satirice, „Nie wierzcie elektrykom” („Nu vă încredeți în electricieni”) de Big Cyc și "Wałęsa, gdzie moje 100 000 000" ("Wałęsa, unde mi-s cei 100.000.000 [de zloți]?") de Kazik Staszewski, au avut succes în Polonia, și un alt cântec despre Wałęsa a fost compus în 2009 de Holy Smoke. El a fost și sursa de inspirație pentru cântecul U2 „New Year's Day” de pe albumul War. Cântecul a fost lansat, ca o coincidență, chiar în ziua ridicării legii marțiale de către autoritățile poloneze la 1 ianuarie 1983. Solidaritatea de Patrick Dailly, cu Kristen Brown în rolul lui Wałęsa, a avut premiera la Opera de Cabaret San Francisco din Berkeley și apoi la Oakland, California, în septembrie și octobrie 2009.
Wałęsa a fost subiectul a zeci de cărți și articole. Chiar el a scris trei cărți: Droga nadziei (Drumul către speranță, 1987), Droga do wolności (Drumul către libertate, 1991) și Wszystko, co robię, robię dla Polski (Tot ceea ce fac, fac pentru Polonia, 1995).